# Bobrowate
Bobrowate (Castoridae) – rodzina ssaków z rzędu gryzoni (Rodentia), znana od późnego eocenu, w oligocenie i neogenie na terenie Ameryki Północnej była silnie zróżnicowana. Reprezentowana była zarówno przez gatunki wielkości niedźwiedzia (Castoroides ohioensis), jak i przez niewielkie gatunki żyjące pod ziemią. Współcześnie reprezentowana jest przez jeden tylko rodzaj Castor obejmujący dwa gatunki gryzoni ziemnowodnych: bobra kanadyjskiego i bobra europejskiego.

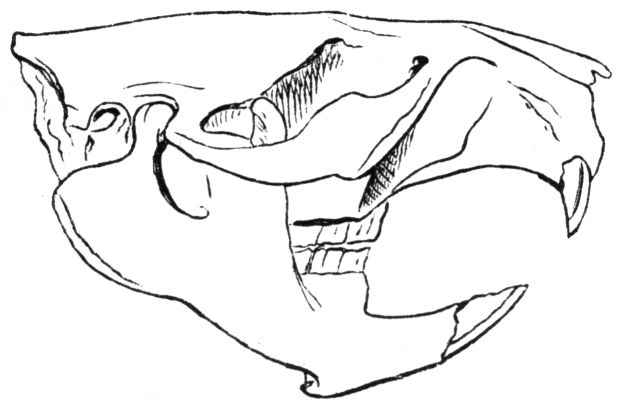
Czaszka bobra

Bobrowate są zwierzętami żyjącymi głównie nad brzegami wód porośniętych wierzbami i topolami, ponieważ kora tych drzew jest głównym pożywieniem bobrów. Wielkie, ostre zęby rosną im nieustannie, dlatego muszą je regularnie ścierać na drewnie. Podstawowym zajęciem tych zwierząt jest ścinanie konarów (powalanie osiki o średnicy ok. 30 cm zajmuje dorosłemu osobnikowi zaledwie kwadrans). Z gałęzi budują tamy na wodzie, które stanowią naturalny system piętrzenia rzek. Są one stawiane wówczas, gdy wejście do podwodnego siedliska bobra (tzw. żeremi) zaczyna wystawać ponad powierzchnię zbiornika. Konstrukcje te powodują niekiedy zalewanie pól uprawnych, dlatego rolnicy często tępią te stworzenia i niszczą tamy.

## Zwyczaje
Bobrowate większość czasu spędzają w wodzie. Na ląd wychodzą bardzo rzadko, zwykle w nocy, by ścinać drzewa. Są wtedy nieporadne, niezgrabne, poruszają się powoli i z trudem, ponieważ ich kończyny nie są przystosowane do chodzenia, ale do pływania oraz budowania. Gryzonie te dorastają do 1 metra długości, a ich ogon do 40 cm. Są zwinnymi, szybkimi pływakami oraz nurkami. Łączą się w pary zwykle na całe życie. W Polsce występują oba z żyjących współcześnie gatunków bobrów – europejski i kanadyjski. Pierwszy zamieszkuje głównie Polskę północno-wschodnią, np. Biebrzański Park Narodowy, a drugi został sprowadzony nad rzekę Pasłękę na Mazurach.

## Podwodny dom
Wejście do żeremi, czyli bobrzej kryjówki zawsze znajduje się pod wodą, dzięki czemu nie mają tam dostępu stricte lądowe drapieżniki, np. wilki lub psy. Dodatkowo taka konstrukcja zapewnia ochronę przed wiatrem i mrozem, a w upały daje ochłodę. Ściany żeremi zbudowane są z gałęzi połączonych mułem i roślinami wodnymi. Niektóre z tych budowli mają nawet 30 metrów kwadratowych powierzchni i osiągają 2 metry wysokości. Kształtem przypominają kopce. Służą nie tylko jako schronienie, ale też spiżarnia na zapasy gałęzi i kory.

## Ewolucja

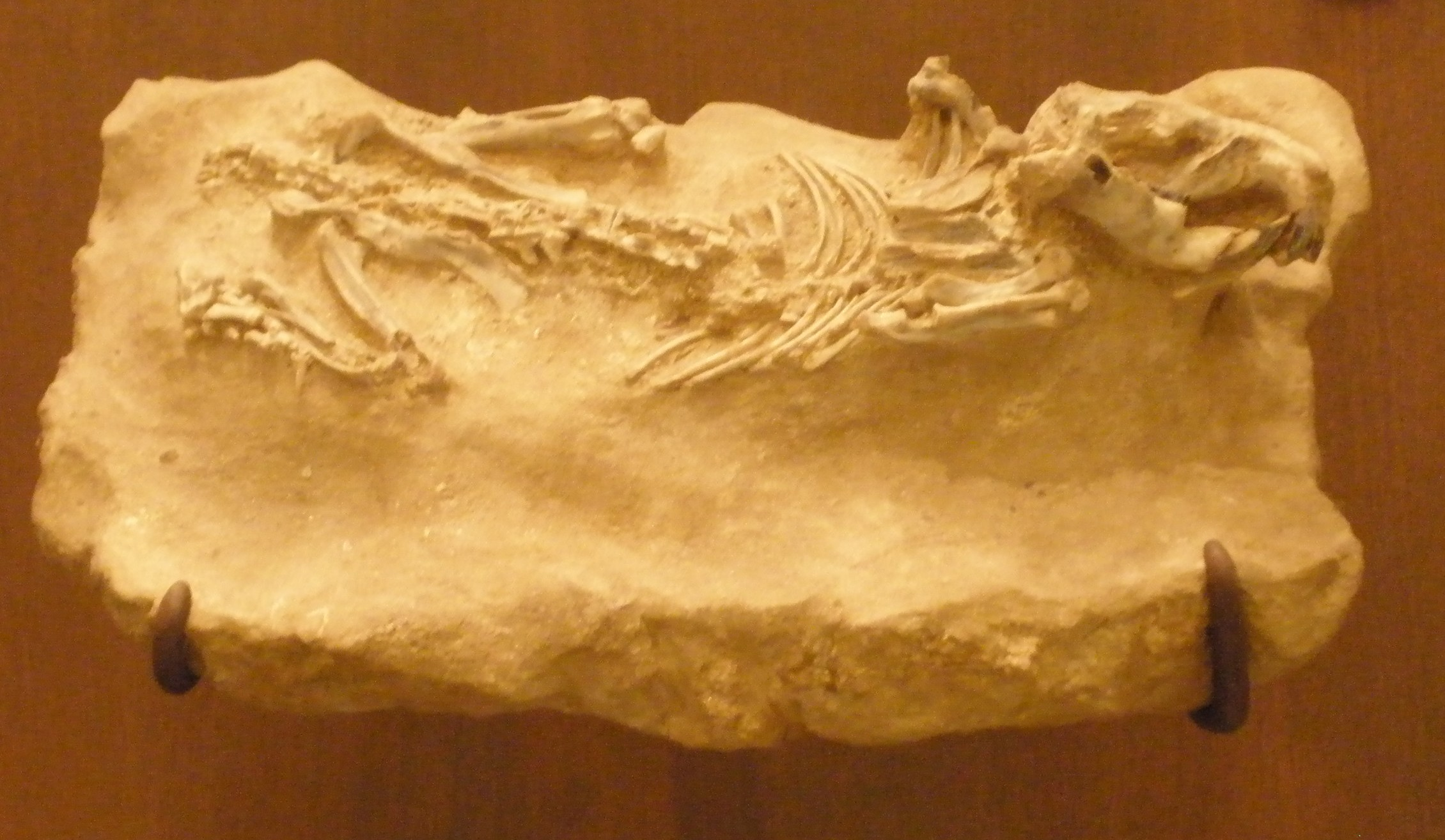
Skamieniałość Euhapsis barbouri

Najstarsze bobrowate należą do rodzaju Agnotocastor, znanego z późnego eocenu i oligocenu żyjącego na terenie Ameryki Północnej i Azji (Rybczynski, 2007). Inne wczesne bobrowate, w skład których wchodziły takie rodzaje, jak Steneofiber żyjące w oligocenie i miocenie na terenie Europy, będący najstarszym członkiem podrodziny Castorinae, która obejmowała bobrowate blisko spokrewnione ze współcześnie żyjącymi (Korth, 2002). Ich zęby nie nadawały się do gryzienia drewna, co wskazuje, że ten zwyczaj ewoluował później, ale były one przystosowane do prowadzenia półwodnego trybu życia. Później, pierwsze gatunki ewoluowały do form takich, jak Palaeocastor żyjący w miocenie na terenie dzisiejszej Nebraski (USA). Palaeocastor był mniej więcej wielkości piżmaka i kopał korkociągokształtne nory dochodzące do 2,5 metra głębokości.
Olbrzymie formy ewoluowały w plejstocenie, a zaliczane są do nich rodzaje: europejski Trogontherium i północnoamerykański Castoroides. Castoroides były wielkości baribala, jeszcze mając mózg w niewielkim stopniu większy niż współczesne bobry. Ich kształt sugerował, że były dobrymi pływakami i przypuszczalnie żyły w środowiskach bagnistych (Savage & Long, 1986).
Uproszczony kladogram rodziny Castoridae według Korth, 2002
|  | Palaeocastorinae                                             |
|  |                                                              |
|  | \| \| Castorinae \| \| \| \| \| \| Castoroidinae \| \| \| \| |
|  |                                                              |
|  | Castorinae                                                   |
|  |                                                              |
|  | Castoroidinae                                                |
|  |                                                              |

|  | Castorinae    |
|  |               |
|  | Castoroidinae |
|  |               |

|  | Palaeocastorinae                                             |
|  |                                                              |
|  | \| \| Castorinae \| \| \| \| \| \| Castoroidinae \| \| \| \| |
|  |                                                              |
|  | Castorinae                                                   |
|  |                                                              |
|  | Castoroidinae                                                |
|  |                                                              |

|  | Castorinae    |
|  |               |
|  | Castoroidinae |
|  |               |

## Kopalne ślady występowania bobrowatych
Na przestrzeni lat naukowcy opisali około 30 rodzajów kopalnych bobrów (w rozumieniu – Castoridae), wyłącznie z półkuli północnej. Najstarszy znany okaz bobra kopalnego Agnotocastor żył we wczesnym oligocenie 30 milionów lat temu na terenie Ameryki Północnej, a przodek bobrów powstał w eocenie. Linia bobrów prowadząca półwodny tryb życia i ścinająca drzewa wyodrębniła się na początku miocenu. Rodzaj Castor (gatunek Castor fiber) znany jest od górnego miocenu i jego przedstawiciele na przestrzeni wieków ulegali tylko nieznacznym przeobrażeniom.
Prawdopodobnym przodkiem bobra europejskiego był kopalny bóbr tamański (C. tananensis Verestchagin,1951), który występował we wczesnym pliocenie na Kaukazie.
Polski zoolog Kazimierz Kowalski opisał w 1967 roku kopalne szczątki trzech mioceńskich gatunków bobrowatych odkrytych w okolicy Opola: Steneofiber jaegeri (współczesna nazwa: Chalicomys jaegeri, gatunek ten oprócz opolskiego stanowisko znaleziono też w Polsce w Przewornie), Steneofiber eseri i Steneofiber minutus. W jaskini w rezerwacie przyrody Węże znaleziono skamieniałości plioceńskiego gatunku z rodziny bobrowatych Boreofiber wenzensis, a w jaskini w Kozim Grzbiecie w Zajączkowie napotkano szczątki dużego bobra Trogontherium cuvieri w osadach datowanych na środkowy plejstocen.  Kopalne ślady Castor fiber znajdowano na terenie całej Polski}. Znaleziska tego gatunku notowane są w Polsce z późnego plejstocenu i holocenu. Najstarsze kopalne ślady występowania bobrowatych na terenie Niżu Polskiego odkryto na stanowisku archeologicznym w Bruszczewie. Datowano je na epokę brązu – około 1340 lat p.n.e.

## Systematyka
McKenna and Bell (1997) dzielą Castoridae na dwie podrodziny: Castoroidinae i Castorinae. Według nowszych badań (Korth, 2002; Rybczynski, 2007) rozpoznali jeszcze dwie dodatkowe podrodziny pierwotnych bobrów: Agnotocastorinae i Palaeocastorinae, które są wymienione w poniższej liście. W obrębie rodziny Castorinae and Castoroidinae są siostrzanymi taksonami (Korth, 2002; Rybczynski, 2007); ostatni wspólny przodek Castorinae i Castoroidinae żył później, niż ostatni wspólny przodek tych dwóch dodatkowych podrodzin: Agnotocastorinae oraz Palaeocastorinae. W skład obu podrodzin wchodzą gatunki półwodne, zdolne do budowy tam (Rybczynski, 2007). Palaeocastorinae obejmuje bobrowate, które interpretuje się jako "ryjące w ziemi" (Rybczynski, 2007), podobnie, jak Nothodipoidini i Migmacastor (Korth, 2007b).
Do rodziny Castoridae należy jedna występująca współcześnie podrodzina:
- Castorinae Hemprich, 1820

Opisano również podrodziny wymarłe:
- Agnotocastorinae Korth & Emry, 1997
- Castoroidinae J.A. Allen, 1877
- Palaeocastorinae L.D. Martin, 1987

Wymarłe rodzaje o statusie incertae sedis:
- Daimonelix Barbour, 1892[13]
- Migmacastor Korth & Rybczynski, 2003[14] – jedynym przedstawicielem był Migmacastor procumbodens Korth & Rybczynski, 2003
- Montanacastor Korth & Tabrum, 2017[15] – jedynym przedstawicielem był Montanacastor simplicidens Korth & Tabrum, 2017